# Fernando Ayllón
Fernando Ayllón es un director de cine y guionista colombiano, reconocido por dirigir largometrajes del género cómico como ¿Usted no sabe quién soy yo?, Se nos armó la gorda, Si saben cómo me pongo ¿pa' qué me invitan? y Feo pero sabroso.

## Carrera

### Inicios
Ayllón cursó estudios de producción de cine y televisión en San José de California, graduándose en 2002. Se desempeñó durante siete años como productor ejecutivo de la cadena Telemundo en los Estados Unidos, donde creó y dirigió la serie de televisión De paseo.

### Largometrajes
En septiembre de 2012 dirigió su primer largometraje en Colombia, ¿Por qué dejaron a Nacho? Un año después dirigió Secretos, película de suspenso rodada entre Bogotá y Tabio. En 2014 dirigió Nos vamos pa'l mundial, regresando al género de comedia. En Se nos armó la gorda y Se nos armó la gorda: Misión Las Vegas dirigió a los actores Fabiola Posada y Nelson Polanía. A partir de entonces ha dirigido películas de temática similar como ¿Usted no sabe quién soy yo?, ¿En dónde están los ladrones?, El que se enamora pierde y Feo pero sabroso, donde trabajó con actores y comediantes como Ricardo Quevedo, Iván Marín y Liss Pereira. En 2019 dirigió a Adriana Bottina en una nueva comedia, Embarazada por obra y gracia.
Inició la década de 2020 dirigiendo la película No andaba muerto, estaba de parranda, protagonizada por Ricardo Quevedo y Nelson Polanía. En 2022 trabajó nuevamente con Quevedo en el filme Socios por accidente.

## Filmografía

### Cine
- 2012 - ¿Por qué dejaron a Nacho?
- 2013 - Secretos
- 2014 - Nos vamos pa'l mundial
- 2015 - Se nos armó la gorda
- 2015 - Se nos armó la gorda al doble: Misión Las Vegas
- 2016 - ¿Usted no sabe quién soy yo?
- 2017 - El show de Cejas Pobladas
- 2017 - ¿En dónde están los ladrones?
- 2017 - ¿Usted no sabe quién soy yo? 2
- 2018 - Y nos fuimos pa'l mundial
- 2018 - Si saben cómo me pongo ¿pa' qué me invitan?
- 2019 - El que se enamora pierde
- 2019 - Feo pero sabroso
- 2019 - Embarazada por obra y gracia
- 2020 - No andaba muerto, estaba de parranda

- 2020 - Ni de coña
- 2022 - Socios por accidente